# Гринвил (Делавер)
Гринвил (енгл. Greenville) насељено је место без административног статуса у америчкој савезној држави Делавер.

## Демографија
По попису из 2010. године број становника је 2.326, што је 6 (-0,3%) становника мање него 2000. године.
| Група             | 2000.         | 2010.         |
| Белци             | 2.102 (90,1%) | 1.938 (83,3%) |
| Афроамериканци    | 47 (2,0%)     | 111 (4,8%)    |
| Азијати           | 114 (4,9%)    | 168 (7,2%)    |
| Хиспаноамериканци | 55 (2,4%)     | 79 (3,4%)     |
| Укупно            | 2.332         | 2.326         |